# Nanogram
Nanogram är en enhet som motsvarar 10−9 gram, alltså ett miljarddels gram eller en biljondel av SI-enheten kilogram. SI-symbolen för nanogram är ng.
Namnet kommer från SI-prefixet nano, som är lika med en miljarddel.